# Long Cool Woman in a Black Dress
«Long Cool Woman in a Black Dress» — песня, написанная Алланом Кларком, Роджером Куком и Роджером Гринуэем и исполненная английской рок-группой The Hollies. В 1972 году песня была выпущена в качестве сингла с альбома Distant Light. Сингл достиг второй позиции в чарте Billboard Hot 100 и 32-й позиции в британском чарте UK Singles Chart.

## Участники записи
- Аллан Кларк — вокал, соло-гитара
- Тони Хикс — ритм-гитара
- Терри Сильвестр — ритм-гитара
- Берни Калверт — бас
- Бобби Эллиотт — ударные